# Vedfolner
Vedfolner (Veðrfölnir) er i nordisk mytologi en høg som sidder mellem en ørns øjne i Yggdrasil. Ordet vedfolner betyder "den som er bleget af vind og vejr".
| Nordisk mytologi | Spire Denne artikel om nordisk religion og mytologi er en spire som bør udbygges. Du er velkommen til at hjælpe Wikipedia ved at udvide den. |